# Mesoleptidea stalii
Mesoleptidea stalii är en stekelart som först beskrevs av Holmgren 1858.  Mesoleptidea stalii ingår i släktet Mesoleptidea och familjen brokparasitsteklar. Arten är reproducerande i Sverige. Inga underarter finns listade i Catalogue of Life.